# The Take – Rache ist das Einzige, was zählt
The Take – Rache ist das Einzige, was zählt ist ein US-amerikanischer Direct-to-DVD-Film aus dem Jahr 2007.

## Handlung
Der Film handelt von dem Geldtransportfahrer Felix De La Pena aus Los Angeles. Während eines Raubüberfalls wird er gezwungen, das transportierte Geld herauszugeben. Die Räuber zwingen ihn, Zutritt zu der Transportfirma Gage zu verschaffen. Nachdem das Geld entwendet ist, schießen sie De La Pena in den Kopf. Er überlebt schwer verletzt. Da die Tatwaffe von ihm ist und seine Fingerabdrücke trägt, verdächtigt die Polizei ihn. Aufgrund der Verletzung leidet er an starken Stimmungsschwankungen, weshalb seine Frau mit den Kindern die Familie verlässt. Er versucht nun selbst, den Täter zu finden und sich zu rächen.

## Hintergrund
Die Erstaufführung fand auf den Toronto International Film Festival am 12. September 2007 statt. Die Veröffentlichung der DVD fand am 11. April 2008 in den USA und am 22. August 2008 in Deutschland statt.
Das geschätzte Budget des Filmes beträgt 800.000 US-Dollar.

## Rezeption
Der Film wird auf der Internet Movie Database mit 5,7 von 10 Sternen bewertet.

### Kritiken
„[…] John Leguizamo […] liefert eine der besten Leistungen seiner langen Karriere als paranoider und restlos verzweifelter Antiheld und Selbstjurist in diesem atmosphärisch dichten und knackspannenden Low-Budget-Thriller um ein beinahe perfektes Verbrechen. Rosie Perez ist die Ehefrau, Tyrese Gibson der grimmige Gangster und Matthew Hatchette ein mal ganz hilfreicher und einfühlsamer FBI-Agent in diesem ausgewiesenen Tipp für Action- und Kriminalfilmfans.“